# Unabhängigkeitserklärung des Cyberspace

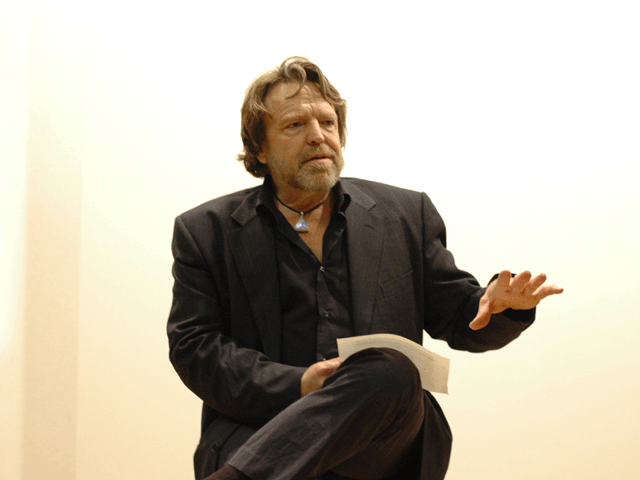
John Perry Barlow. Vorlesung anlässlich des 10. Jahrestages der Unabhängigkeitserklärung des Cyberspace. Davos/Schweiz, 2006

Eine Unabhängigkeitserklärung des Cyberspace (englischer Originaltitel: A Declaration of the Independence of Cyberspace) war einer der bis heute einflussreichsten Artikel über die Machbarkeit und Legitimierung von staatlicher Kontrolle und Hegemonie auf das schnell wachsende Internet. Er wurde von John Perry Barlow geschrieben, einem Mitgründer der Electronic Frontier Foundation, und am 8. Februar 1996 von Davos aus online publiziert. Der Anlass, aus dem er verfasst wurde, war die Verabschiedung des Telecommunications Act von 1996 in den USA. Barlow wandte sich damit unter anderem vehement gegen die Möglichkeit einer Zensur im Internet.

## Inhalt
Die Erklärung beginnt wie folgt:

“Governments of the Industrial World, you weary giants of flesh and steel, I come from Cyberspace, the new home of Mind. On behalf of the future, I ask you of the past to leave us alone. You are not welcome among us. You have no sovereignty where we gather.”

„Regierungen der Industriellen Welt, ihr müden Riesen aus Fleisch und Stahl, ich komme aus dem Cyberspace, dem neuen Zuhause des Geistes. Als Vertreter der Zukunft bitte ich euch aus der Vergangenheit, uns in Ruhe zu lassen. Ihr seid nicht willkommen unter uns. Ihr habt keine Souveränität, wo wir uns versammeln.“

Barlows Deklaration weist in sechzehn kurzen Absätzen die Idee einer Regierbarkeit des Internets durch außenstehende Kräfte zurück, insbesondere durch die Bundesregierung der USA. Er stellte fest, dass die Regierungen nicht die Zustimmung der Regierten besäßen, Gesetze auf das Internet anzuwenden, und betonte, dass sich das Internet außerhalb der Grenzen jeglicher Staaten befinde, da es sich um einen Raum außerhalb der körperlichen und materiellen Welt handele.
Der Cyberspace bestehe aus Transaktionen, Beziehungen und Gedanken, die, so Barlow, „wie eine stehende Welle angeordnet sind im Netz unserer Kommunikation“.
Der Artikel lehnte die Anwendbarkeit von Konzepten wie Eigentum, Ausdruck, Identität, Bewegung und Kontext ab, da sie auf Materie basierten. Doch im Cyberspace gebe es keine Materie. Stattdessen, so der Text, werde das Internet seine eigenen sozialen Kontrakte (im Sinne eines Gesellschaftsvertrags) entwickeln und so bestimmen, wie Probleme zu lösen seien, basierend auf einer Ethik der Goldenen Regel.
Die Erklärung tut dies in einer Sprache, welche an die Unabhängigkeitserklärung der Vereinigten Staaten erinnert, und zitiert diese indirekt in ihren letzten Absätzen. Abgesehen von der Erwähnung des US-amerikanischen Telecommunications Act, beschuldigt die Erklärung auch China, Deutschland, Frankreich, Russland, Singapur und Italien, die freie Entwicklung des Internets zu behindern.

## Hintergrund
Zur Zeit, als die Erklärung geschrieben wurde, hatte Barlow bereits ausgiebig Artikel zum Internet und seinen sozialen und rechtlichen Phänomenen veröffentlicht und außerdem die Electronic Frontier Foundation mit gegründet. Die Arbeit, für die er zuvor am bekanntesten geworden war, war „The Economy of Ideas“. Sie wurde im März 1994 im Wired veröffentlicht und erwähnte ebenfalls Thomas Jefferson sowie einige der Ideen der Unabhängigkeitserklärung. Barlow gilt als Vertreter einer techno-libertären Strömung, die viele Internetpioniere und auch Vertreter der Open-Source-Kultur, wie beispielsweise Eric Raymond und Tim Berners-Lee, prägte und sich auch in der stark dezentral organisierten Umsetzung vieler technologischer Aspekte des Internets und solcher Projekte wie dem Open Root Server Network niederschlug. Ein neuerer Ausdruck dieser Debatte ist die Diskussion um die Netzneutralität, bei der es auch um die Einrichtung technischer Beschränkungen des Internetverkehrs geht.

## Rezeption
Aufgrund des Gegenstands der Erklärung wurde Barlows Text schnell bekannt und weit verbreitet im Internet. Innerhalb von drei Monaten führten schätzungsweise 5.000 Websites Kopien der Erklärung. Nach neun Monaten wurde die Zahl auf 40.000 Kopien geschätzt. Um Barlows Vision eines sich selbst regierenden Internets näher zu kommen, wurde ein Virtueller Rat beim Cyberspace Law Institute eingerichtet, der inzwischen beim Chicago-Kent College of Law angesiedelt ist. Ratsmitglieder sollten vom Institut und anderen Gruppen ernannt werden, um Online-Konflikte zu lösen.
Außerhalb des Internets war die Reaktion weniger positiv. Larry Irving, der Stellvertreter des US-Handelsministers, äußerte, dass ein Fehlen von Sicherungen das Wachstum einer für Konsumenten und Unternehmen segensreichen Entwicklung bremsen würde. Im Onlinemagazin Hotwired wurde das Dokument von einem Kommentator schlicht als „Schwachsinn“ bezeichnet.
Im Jahr 2002 wurde die Zahl der Websites, die Kopien der Deklaration zeigten, auf nur noch 20.000 geschätzt. Im Jahr 2004 sagte Barlow rückblickend zu seinen Artikeln aus den 1990er Jahren, insbesondere zu seinem Optimismus: „Wir werden alle älter und klüger“. In einem Interview mit Wired im Jahr 2016 sagte Barlow, dass er von seiner Erklärung „überhaupt nicht“ abgerückt sei und dass „die zentrale These Bestand“ habe, dass das Internet ein „getrennter, globaler Raum“ sei „ohne die physischen Grenzen, die Staaten definieren und ihnen ihre Macht geben“.
Mehrere sehr ähnliche Dokumente im Internet scheinen der Deklaration vorausgegangen zu sein. Obwohl Barlow nicht bestritt, dass sein eigenes Manifest Anleihen sowohl stilistischer als auch inhaltlicher Art bei anderen Texten genommen hatte, verneint er eine Kopie. Wer bei wem Anleihen genommen hat, und in welchem Ausmaß, ist nicht bekannt, aber niemand warf Barlow Plagiarismus vor.